# Jesu som är vår Frälsare
Jesu som är vår Frälsare (latin: Christe redemptor omnium) är en latinsk psalm. Den översattes till svenska och fick titeln Jesu som är vår Frälsare.

## Publicerad i
- Swenske Songer eller wisor 1536 med titeln Jesu som är wor frelsare under rubriken "Christe redemptor".[1]
- Een liten Songbook med titeln JEsu tu äst wår Frelsare under rubriken "De omnibus Sanctis".[2]
- 1572 års psalmbok med titeln JEsu som är wår Frelsare under rubriken "Christe Redemptor omnium".[3]
- Den svenska psalmboken 1694 som nummer 230 under rubriken "Uppå alla Helgona dag".